# Lazar Ristovski

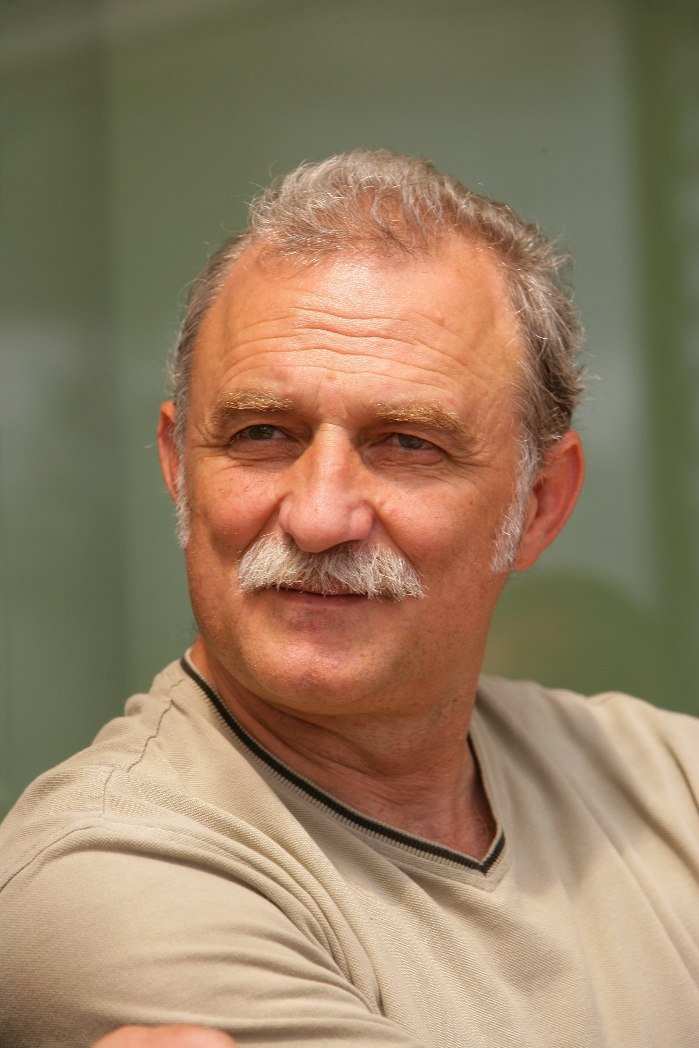
Lazar Ristovski (2011)

Lazar Ristovski (* 26. Oktober 1952 in Ravno Selo, Gemeinde Vrbas, Jugoslawien) ist ein serbischer Schauspieler.
Er studierte zunächst an einer Pädagogischen Hochschule, dann schloss er an der Universität Belgrad ein Schauspielstudium ab. Er spielte am Belgrader Schauspieltheater und in zahlreichen Spielfilmen, bei dem Film Belo Odelo (1999) führte er Regie. Er ist Inhaber der Filmproduktionsfirma Zillion Film.
International bekannt wurde er als einer der beiden Hauptdarsteller in dem Film Underground von Emir Kusturica.

## Filme (als Schauspieler – Auswahl)
- 1980: Svetozar Marković, Regie: Eduard Galić
- 1992: Tito und ich, Regie: Goran Marković
- 1995: Underground, Regie: Emir Kusturica
- 2004: König der Diebe, Regie: Ivan Fíla
- 2014: The November Man
- 2014: Gott verhüte! (Svećenikova djeca)
- 2016: Auf kurze Distanz
- 2016: Tagebuch eines Lokführers, Regie: Miloš Radović